# Hesse-Hanau

Blason d'Hesse-Hanau.

Hesse-Hanau est un territoire du Saint-Empire romain germanique entre 1760 et 1821.
Il apparaît lorsque l'ancien comté de Hanau-Münzenberg devint une sous-souveraineté de Hesse-Cassel en 1760. Lorsque le comte en titre, Guillaume IX de Hesse, devint également celui de Hesse-Cassel en 1785, le gouvernement commença à fusionner.
Le processus fut néanmoins différé, d'abord par l'occupation française, puis plus tard par incorporation dans un duché satellite français, le Grand-duché de Francfort. L'incorporation de Hesse-Hanau à Hesse-Cassel n'est finalement achevée qu'en 1821.